# Montevina

Logo del Centrino 2.

Montevina è il nome in codice della quinta generazione della piattaforma Centrino sviluppata da Intel per i computer portatili, e arrivata sul mercato con il nome commerciale di Centrino 2. Inizialmente prevista per i primi di giugno 2008, ha poi subito un lieve ritardo ed è stata presentata il 14 luglio per sostituire la precedente Santa Rosa, sul mercato dalla metà del 2007.
Per essere più precisi si potrebbe anche dire che Montevina succede alla piattaforma Santa Rosa Refresh, che è il nome che ha preso la piattaforma Santa Rosa a partire da gennaio 2008, quando ne è stato aggiornato il solo processore, passando da Merom a Penryn. Quest'ultimo poi è alla base anche di Montevina.

## I motivi del nuovo nome commerciale
Già al momento del passaggio alla terza generazione della piattaforma Centrino (conosciuta come Napa), Intel si rese conto che per far percepire più facilmente le innovazioni tecnologiche apportate all'intero sistema, era necessario aggiornare anche il nome commerciale. Dato che la nuova CPU (conosciuta con il nome in codice di Yonah) era di tipo dual core e venne rinominata Core Duo, sembrò abbastanza logico riprenderne il nome anche nel marchio dell'intera piattaforma che diventò appunto la nuova Centrino Duo. Poco dopo, venne presentato anche il marchio Centrino Pro (poi rinominata in Centrino vPro per uniformità con l'altra piattaforma simile del settore desktop), ad indicare quei particolari sistemi in cui erano state integrate anche alcune particolari tecnologie che possono essere utili in ambito business.
I due nomi commerciali continuarono ad esistere anche con il lancio della piattaforma successiva, Santa Rosa, ma al momento del passaggio alla quinta generazione, Montevina appunto, Intel si è posta lo stesso problema, decidendo così di creare il nuovo marchio Centrino 2, che nella maniera più efficace e semplice possibile rende ben evidente il salto generazionale della piattaforma.

## Lancio rinviato
Il lancio di Montevina era previsto per il 4 giugno 2008 ma nel corso del mese di maggio si è appreso che Intel non sarebbe stata in grado di rispettare tale data a causa di 2 differenti motivi, di natura differente, ma concomitanti.
Il primo problema, di natura più burocratica, risiedeva nella mancata certificazione da parte della Federal Communications Commission degli Stati Uniti per il controller Wi-Fi 802.11n, a causa di alcuni errori di connessione e regolazione delle antenne nelle fasi di test del wireless, cosa che ha di fatto obbligato Intel a rivedere i settaggi e ripetere le prove per lo standard Wi-Fi.
Il secondo problema era invece di natura tecnica e riguardava le versioni di chipset comprendenti il sotto-comparto grafico che non avrebbero superato tutti i test di affidabilità. Pur avendo ritardato il lancio di circa un mese e mezzo, in realtà tale problema non sarebbe ancora stato risolto completamente e di conseguenza all'inizio sono disponibili solamente soluzioni integranti comparti grafici discreti prodotti da ATI o NVidia, mentre le soluzioni con grafica Intel sono previste per agosto.

## Centrino 2 vPro

Logo del Centrino 2 vPro.

Così come la precedente piattaforma Santa Rosa è stata commercializzata non solo sotto il nome di Centrino Duo ma anche con il nuovo Centrino Pro (poi rinominata in Centrino vPro per uniformità con l'altra piattaforma simile del settore desktop) che è in sostanza una particolare versione di Centrino Duo con l'aggiunta di alcune tecnologie che possono essere utili in ambito business, anche per Centrino 2, Intel ha coniato una versione "professionale" chiamata semplicemente Centrino 2 vPro. Le differenza principali tra Centrino 2 e Centrino 2 vPro sono molto simili a quelle esistenti tra Centrino Duo e Centrino Pro, e tra queste si possono citare la presenza della tecnologia IAMT per l'amministrazione remota del sistema e il supporto BIOS alla tecnologia di virtualizzazione Vanderpool; si tratta, ancora una volta, di 2 caratteristiche mutuate dalla piattaforma desktop vPro.

## Componenti
Così come le precedenti 4 generazioni di piattaforma Centrino (Carmel, Sonoma, Napa e Santa Rosa) erano basate su 3 componenti chiave, vale a dire, CPU, Chipset e Scheda wireless espressamente progettati per l'impiego in ambito mobile e quindi per avere come principale obiettivo il giusto bilanciamento tra prestazioni e consumi, anche per la nuova Montevina Intel ha mantenuto gli stessi requisiti, e solo se un sistema integra tutti e 3 i componenti suggeriti dalla casa madre, esso potrà fregiarsi del "logo Centrino 2", mentre se un produttore decidesse di utilizzare solo la CPU suggerita ma una diversa scheda di rete wireless, esso potrà solo portare il logo relativo alla CPU impiegata e non quello dell'intera piattaforma.

## Caratteristiche principali
Pochi mesi dopo la presentazione di Santa Rosa (la piattaforma precedente a Montevina) e ad un anno e mezzo circa dalla presentazione del suo processore il Core 2 Duo Merom, a gennaio 2008 Intel ha presentato il suo successore, ovvero il secondo processore mobile ad essere basato sull'architettura Intel Core Microarchitecture, conosciuto come Core 2 Duo Penryn. In questo caso non si tratta di un processore completamente nuovo, dato che l'architettura è rimasta la stessa di Merom, ma è caratterizzato da diversi affinamenti che lo rendono in grado di "spremere" al meglio le potenzialità dell'architettura "Core". Al pari di quanto già avvenuto in passato, il lancio del nuovo processore non ha coinciso immediatamente con il lancio della nuova piattaforma; inizialmente infatti si è visto solo un aggiornamento della sola CPU nei sistemi pensati per la piattaforma Centrino Duo Santa Rosa. Per questo motivo la piattaforma di riferimento rimane ancora Santa Rosa, sebbene basata sul nuovo processore, e quindi rinominata formalmente "Santa Rosa Refresh". Si tratta in effetti dello stesso approccio che Intel aveva già utilizzato al momento della presentazione del secondo Pentium M (Dothan) che aveva in un primo tempo semplicemente aggiornato la piattaforma Carmel precedente, e anche al momento della presentazione del Core 2 Duo Merom che aveva a sua volta aggiornato la piattaforma Napa.
Il 14 luglio 2008 è arrivato l'atteso aggiornamento dell'intera piattaforma che prende il nome di Montevina. Di seguito i 3 componenti chiave della piattaforma:
- Processore - Core 2 Duo Penryn

L'architettura è la stessa del predecessore Merom e di tipo dual core ma il processo produttivo è passato dai 65 nm ai 45 nm sempre mediante l'approccio a Die Monolitico, e questo ha consentito di integrare una cache L2 aumentata del 50%, vale a dire 6 MB contro 4 MB, inoltre il bus è salito ulteriormente fino a 1066 MHz. Oltre a diverse altre migliorie comuni a tutti gli altri prodotti a 45 nm dell'azienda, appartenenti quindi alla seconda generazione dell'architettura "Core" è da segnalare l'integrazione delle nuove istruzioni SSE4 che in alcuni ambiti di utilizzo sono in grado di offrire prestazioni fino al 40% migliori.
- Chipset - Cantiga (commercializzato come GM45, GS45, GM47 e PM45 ovvero una variante della famiglia Eaglelake)

Il BUS massimo supportato è ovviamente quello a 1066 MHz, ed è stata aggiunta la compatibilità con i moduli RAM di tipo DDR3 in standard -800 e -1066; a parità di prestazioni, le memorie DDR3 sono in grado di mantenere consumi inferiori. Il comparto grafico è stato ancora una volta potenziato portando gli shader unificati da 8 a 10 e supportando nativamente le DirectX 10 e la codifica HDCP per la visione di contenuti ad alta definizione nei formati Blu-ray e HD DVD (sebbene lo sviluppo di quest'ultimo supporto sia poi stato interrotto a inizio 2008).
- Scheda wireless - Shiloh (commercializzata in due varianti WiFi Link 5100/5300 e WiFi/WiMAX Link 5150/5350)

Esiste in 2 varianti, Shirley Peak e Echo Peak. La prima è in realtà molto simile alla soluzione integrata nella piattaforma precedente, offrendo il supporto agli standard 802.11 a/b/g/n con la possibilità però di aggiungere anche una scheda aggiuntiva ("Dana Point") per il supporto della tecnologia WiMax. La seconda versione invece prevede entrambi i tipi di connettività in un unico modulo.

## Altre innovazioni
Le innovazioni di Montevina rispetto a Santa Rosa, non sono così eclatanti come è successo in passato nel passaggio da una generazione all'altra, ma mirano soprattutto ad affinare tutta una serie di aspetti legati ai diversi componenti dell'intera piattaforma.
Secondo Intel, i nuovi elementi della piattaforma Montevina consentono di ottenere un ingombro complessivo pari al 60% delle piattaforme precedenti, permettendo così numerose possibilità di implementazione che possono spaziare da sistemi notebook tradizionali a particolari soluzioni subnotebook.
Montevina, inoltre, porta con sé anche un'evoluzione della tecnologia Robson (conosciuta anche come Intel Turbo Memory), la 2.0, che vede l'adozione di 2 GB di memoria flash in grado di interfacciarsi alle tecnologie ReadyDrive e ReadyBoost del sistema operativo Microsoft Windows Vista.

### "Hybrid SLI" anche con chipset Intel
Ad agosto 2008 Intel ha mostrato la propria tecnologia Intel Switchable Graphics, ovvero la propria incarnazione della tecnologia Hybrid SLI sviluppata da nVidia e che, al pari della soluzione concorrente, consente di passare dalla scheda video discreta a quella integrata del notebook semplicemente utilizzando un interruttore fisico sulla macchina o un comando via software, senza la necessità di riavviare l'intero sistema.
Gli scopi di tale tecnologia sono gli stessi della soluzione nVidia, ovvero consentire l'utilizzo della scheda discreta solo quando ne viene richiesta la potenza, consentendo l'utilizzo del tradizionale comparto video integrato nel chipset durante il normale utilizzo del notebook, andando a migliorare l'efficienza energetica e i consumi dell'intera piattaforma.
Rimangono comunque due grossi limiti nella soluzione Intel rispetto a quella sviluppata da nVidia: innanzitutto, a differenza della soluzione concorrente in cui il passaggio tra le due sezioni video è automatico in base al carico di lavoro richiesto in ogni momento al comparto grafico da parte delle applicazioni, nella soluzione Intel esso è solo manuale (attraverso i due metodi sopracitati) e inoltre Switchable Graphics non consente il funzionamento simultaneo delle due sezioni video, in modo da migliorare ulteriormente le prestazioni, ma solo un funzionamento alternativo.
Nella propria dimostrazione, Intel ha utilizzato un sistema Sony Vaio basato sulla piattaforma Centrino 2 Montevina con scheda video discreta prodotta da nVidia; durante l'utilizzo di quest'ultima il consumo del sistema era intorno ai 25 W, mentre utilizzando la scheda integrata, essi variavano tra i 9 W e i 16 W. Si tratta di differenze che secondo Intel dovrebbero consentire fino a 1 ora di autonomia in più rispetto ai sistemi dotati della sola scheda discreta.

## Tracce di Montevina in anteprima su iMac
A fine aprile 2008 Apple ha aggiornato la propria linea di soluzioni desktop conosciuta come iMac con alcune soluzioni hardware che ricordano molto da vicino le specifiche previste per la piattaforma Montevina che però, come detto, sarebbero poi arrivate solo a luglio; nella nuova linea venivano utilizzati processori Core 2 Duo Penryn con BUS a 1066 MHz, che non erano ancora stati annunciati da Intel. Si è poi saputo che non si trattava dei processori attesi con Montevina, ma di specifiche varianti dei Core 2 Duo Penryn già sul mercato in cui però il BUS era stato portato dagli originali 800 MHz a 1066 MHz, per espressa volontà di Apple. Il modello di punta funzionava a 3,06 GHz, ma non era il successivo Core 2 Duo X9100 che consuma solo 44 W, ma una variante leggermente meno ottimizzata (probabilmente basata anche su uno stepping diverso) dal consumo di 55 W.

La scelta di offrire in esclusiva ad Apple alcuni particolari versioni dei propri processori non è inedita per Intel: a inizio 2008 infatti, al momento della presentazione del MacBook Air era stato annunciato che tale sistema era basato su una particolare modifica del progetto Merom (predecessore di Penryn) realizzata con un package ridotto del 60% per venire incontro alle particolari esigenze di "spazio" richieste dal nuovo prodotto Apple. Poco dopo, altri produttori (tra i quali Lenovo) mostrarono il proprio interesse per questi nuovi prodotti che consentono di semplificare la realizzazione di sistemi molto compatti come i subnotebook e sulla scia di tale successo Intel ha poi annunciato ufficialmente che i futuri Core 2 Duo Penryn pensati per la piattaforma Montevina saranno disponibili sia in versione con package tradizionale sia con package ridotto, ma in questo caso non si tratterà più di un'esclusiva Apple.

## Montevina = "Piattaforma Alpha"?
Nella prima parte del 2006 Intel aveva designato, probabilmente in maniera provvisoria, le piattaforme successive a Santa Rosa con i nomi di Alpha, Baker e Charlie, tutte caratterizzate da consumi e dimensioni sempre più ridotti. Al momento della presentazione di Montevina, non è stato fatto nessun riferimento a questi nomi, ma è plausibile che Montevina sia il nuovo nome in codice del progetto precedentemente conosciuto come "Alpha".

## La piattaforma successiva
Non è ancora chiaro se Centrino 2 sarà ancora basata su 2 differenti generazioni di piattaforma oppure no, e quindi al momento non è dato sapere se la piattaforma di sesta generazione che seguirà a Montevina, che comunque è già stata annunciata attraverso il nome in codice di Calpella (e che potrebbe essere la cosiddetta piattaforma Baker), verrà ancora commercializzata con il marchio Centrino 2 oppure vedrà la nascita di un altro marchio, verosimilmente "Centrino 3". In ogni caso sarà basata sul successore del processore Penryn, ovvero la prima CPU mobile basata sulla futura microarchitettura Nehalem.